# Aegomorphus modestus
Aegomorphus modestus – gatunek chrząszcza z rodziny kózkowatych i podrodziny zgrzypikowych. 

## Zasięg występowania
Ameryka Północna; występuje na obszarze od Quebecu i Dakoty Północnej na płn. po Florydę i Teksas na płd. oraz na Bahamach.

## Budowa ciała
Osiąga 10–16 mm długości ciała. Po bokach przedplecza duże, zaostrzone ostrogi. Ubarwienie ciała dość zmienne, na pokrywach czarne, poprzeczne pręgi w kształcie litery „M”.

## Biologia i ekologia
Gatunek dość powszechny. Występuje w lasach liściastych. Larwy żerują w miękkim, rozkładającym się drewnie liściastym oraz sosnowym.